# Basilique de l'Ecce homo
Pour les articles homonymes, voir Église de l'Ecce Homo.
La basilique de l'Ecce homo, située dans la Via Dolorosa à Jérusalem, est une église construite durant la deuxième moitié du XIXe siècle à l'endroit où, selon les Évangiles et la tradition, Jésus fut présenté à la foule par Ponce Pilate sous ces mots : « Ecce Homo » (“Voici l'homme”).

## L'édifice
L'église est bâtie au XIXe siècle par le missionnaire converti Théodore Ratisbonne qui a fondé la congrégation de Notre-Dame de Sion en 1843, au bord de l'ancien forum de la cité Ælia Capitolina - nom que l'empereur Hadrien donna à Jérusalem après l'avoir rebâtie en 131-135, après qu'elle eut été détruite par Rome en 70 ap. J.-C..
Derrière l'autel de l'église, un arc romain est à tort, selon la tradition, la porte de la forteresse Antonia.
L'église a été consacrée en basilique (dite « de l’Ecce Homo » ou « du Couronnement d’épines de Jésus ») par Léon XIII en 1902.

## L'Ecce Homo
D'après la tradition du récit de la Passion du Christ, en particulier dans l'Évangile de Jean, c'est devant la porte de la forteresse Antonia que Jésus a été présenté à la foule. De cette porte ne reste aujourd'hui plus rien. Une arche enjambant la via Dolorosa, appuyée sur son côté septentrional sur le mur de l'église, est quant à elle un reste de l'arc de triomphe de trois arcs situé sur le côté oriental de la ville à l'époque, qui fut érigé sous l'empereur Hadrien et en son honneur en 135. L'arc marquait l’entrée à l’espace réservé à la Xe légion Fretensis.
Deux dalles du Lithostrôtos de la forteresse Antonia ont été encastrées au XIIIe siècle dans cette arche pour faciliter aux pèlerins la vénération de ce lieu, entraînant une confusion, ce qui explique que cette construction est connue aujourd'hui sous le nom d'« Arche Ecce Homo ». Ces dalles du Lithostrôtos près de l'arche Ecce homo étant probablement un second Forum dans la partie Est de la cité — identifié comme étant la Place du marché selon l'historien Simon Claude Mimouni — ce qui n'empêche pas les guides touristiques de le présenter vulgairement comme « le Dallage, en hébreu Gabbatha » où Jésus comparut devant Pilate.

Dans le sous-sol de la basilique se trouve le Lithostrôtos, lieu dit en hébreu Gabbatha, où Pilate présente Jésus à la foule après l'avoir fait flageller : "Voici votre roi" (Jean 19, 13-14). L'archéologue Louis-Hugues Vincent a cru trouver des preuves archéologiques qu'au niveau de son dallage en calcaire se situait le « jeu du Roi » (en fait un jeu gravé sur les pierres), emplacement exact où les soldats romains ont flagellé le Christ, mais ce dallage a une datation plus tardive que l'époque de Jésus, probablement comme le reste, du temps de l'empereur Hadrien au IIe siècle.

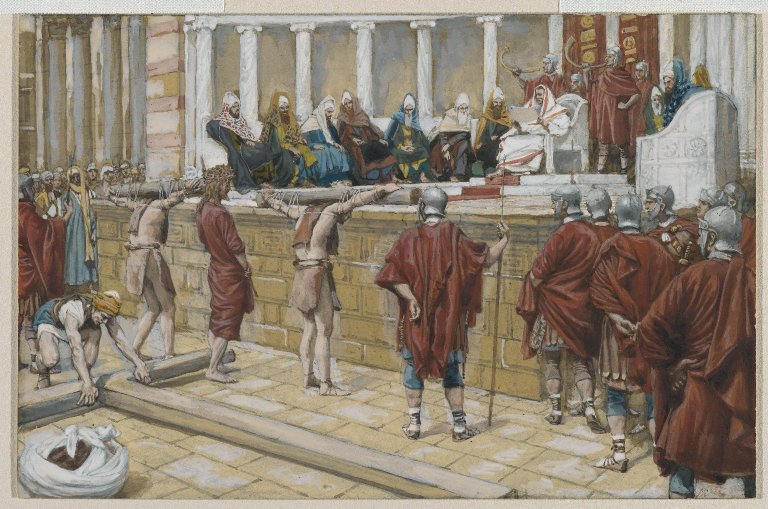
Le jugement sur le Gabatha de James Tissot, vers 1890.
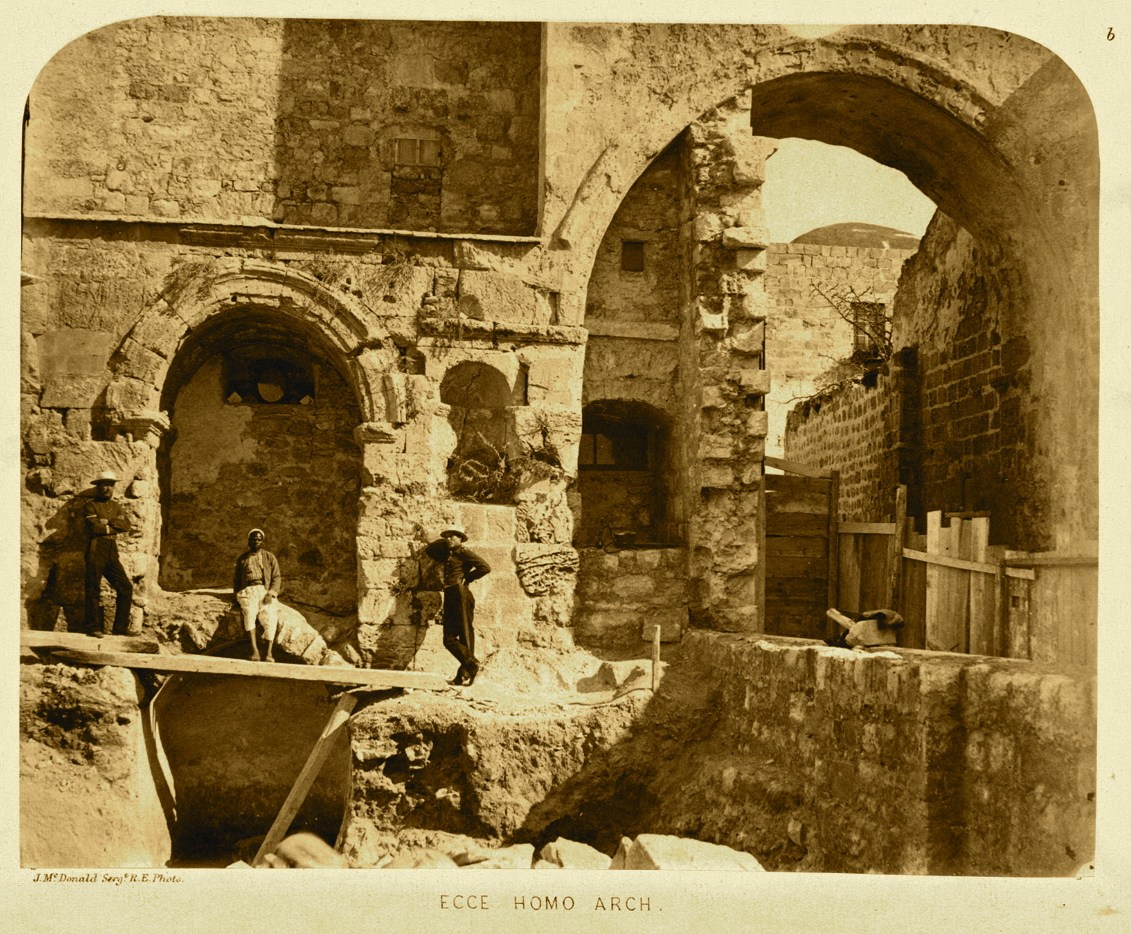
Restes des deux arches, fouilles 1864. La plus petite (à gauche) a ensuite été intégrée à la basilique.
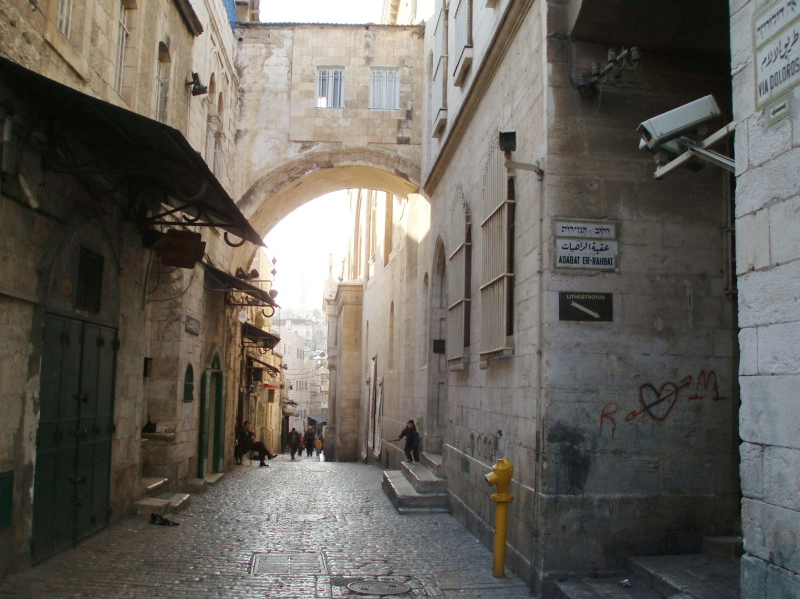
L'arc de l'Ecce Homo sur la Via Dolorosa. À droite, un panneau indique l'accès au Lithostrôtos, sous-sol de la basilique.

## Communautés religieuses
L'église et le couvent qui accueillent les pèlerins sont confiés depuis la construction aux sœurs de la congrégation de Notre-Dame de Sion fondée en 1843 par Théodore Ratisbonne et son frère Alphonse, missionnaires français.
Depuis les années 2000, elle est aidée dans cette mission par la Communauté du Chemin-Neuf,, qui y fait venir notamment des volontaires de plusieurs pays afin d'aider à la gestion de l'accueil et de développer des missions humanitaires auprès des populations locales.